# جیسون بورن (فیلم)
جیسون بورن (به انگلیسی: Jason Bourne) فیلمی اکشن، مهیج و جاسوسی محصول آمریکا و به کارگردانی پل گرینگرس، و نویسندگی پل گرینگرس و کریستوفر راوز است. این پنجمین قسمت در مجموعه فیلم‌های بورن به شمار می‌رود و دنباله‌ای بر فیلم اولتیماتوم بورن در سال ۲۰۰۷ است. در این فیلم بازیگرانی همچون مت دیمون، جولیا استایلز، آلیسیا ویکاندر، ونسان کسل و تامی لی جونز ایفای نقش می‌کنند.
فیلم‌برداری جیسون بورن از ۸ سپتامبر ۲۰۱۵ آغاز شد، و توسط یونیورسال استودیوز در ۲۹ ژوئیه ۲۰۱۶ در ایالات متحده به نمایش درآمد.

## خلاصه داستان
چندین سال پس از ناپدید شدنش، جیسون بورن به طور غیر منتظره‌ای در زمانی که جهان با بی‌ثباتی بی‌سابقه‌ای مواجه شده است ، دوباره پدیدار می‌گردد اما…

## بازیگران
- مت دیمون در نقش دیوید وب / جیسون بورن
- تامی لی جونز در نقش رابرت دویی (رئیس فعلی CIA و رهبر برنامه Iron Hand یا دست آهنی)
- آلیسیا ویکاندر در نقش هِدِر لی رئیس بخش سایبری CIA
- ونسان کسل در نقش اَسِت (مأمور CIA که از بورن کینه دارد)
- جولیا استایلز در نقش نیکی پارسونز
- آتو اساندو در نقش کریگ جفرز
- ریز احمد در نقش آرون کالور مدیر و بنیان‌گذار غول شبکه‌های اجتماعی
- اسکات شپرد در نقش ادوین راسل (رئیس آژانس امنیت ملی)
- بیل کمپ در نقش مالکوم اسمیت
- وینتسنس کیفر در نقش کریستین دساولت (رهبر یک فرقه هکری)
- گرگ هنری در نقش ریچارد وب (پدر دیوید وب یا جیسون بورن)
- استیون کانکن در نقش بامن

## جستار‌های وابسته
- هویت بورن
- برتری بورن
- اولتیماتوم بورن
- میراث بورن
- بورن (مجموعه‌فیلم)